# Robert Mayer
Robert Mayer ili Julius Robert von Mayer (Heilbronn, 25. studenog 1814. – Heilbronn, 20. ožujka 1878.), njemački fizičar i liječnik. Jedan od osnivača klasične termodinamike.  Približno istodobno s J. P. Jouleom, ali polazeći s posve različitih pretpostavki, otkrio je (1842.) mehanički ekvivalent topline i time prvi zakon termodinamike, tj. da princip održanja energije, po kojem je količina energije u zatvorenom sustavu konstantna, obuhvaća osim mehaničke i toplinsku energiju. Razvio jednu od metoda određivanja relativne molekularne mase plinova i para. Skepticizam na koji su naišli njegovi radovi, pa kasnija borba za prioritet s J. P. Jouleom (1843.) i H. Helmholtzom (1847.), teško su djelovali na Mayera, koji je 1851. duševno obolio. Godine 1862. priznat mu je prioritet formulacije principa održanja energije (zakon očuvanja energije).
Godine 1842. opisao je kemijsku reakciju, danas poznatu kao oksidacija i redukcija, kao prvenstveni izvor energije za sva živa bića. Otkrio je i specifičnu toplinu kao količinu topline koju treba dovesti jedinici količine neke tvari da bi temperatura tvari porasla za neku jedinicu temperature.

## Mayerova relacija
Mayerova relacija je vezana za toplinski kapacitet i daje vezu između cp,mol. i cV,mol. idealnog plina:
{\displaystyle C_{p}-C_{V}=nR\,}
{\displaystyle c_{p,mol.}-c_{V,mol.}=R\,}
gdje je: Cp -toplinski kapacitet pri stalnom tlaku (p), CV - toplinski kapacitet pri stalnom volumenu (V), n - množina tvari, R - plinska konstanta (R = 8,314 J/molK), cp,mol. - molarni toplinski kapacitet ili kapacitet po molu tvari pri stalnom tlaku (p), cV, mol. -molarni toplinski kapacitet ili kapacitet po molu tvari pri stalnom volumenu (V).